# 多毛沙参
多毛沙参（学名：Adenophora rupincola）为桔梗科沙参属的植物，是中国的特有植物。分布于中国大陆的四川、湖北、江西等地，生长于海拔600米至1,500米的地区，多生在山沟以及山坡草丛中，目前尚未由人工引种栽培。